# Gran Premio dell'Eifel
Il Gran Premio dell'Eifel è una gara automobilistica di Formula 1 che si è svolta per la prima volta nel 2020, sul circuito del Nürburgring, in Germania.

## Storia
In seguito alla pandemia di COVID-19 scoppiata a gennaio del 2020, la FIA ha dovuto stravolgere il calendario della stagione, attuando cancellazioni e rinvii per il protrarsi dell'emergenza sanitaria a livello mondiale. Il Gran Premio viene inserito nel calendario solo a luglio.
A causa dell'esclusione definitiva per la stagione 2020, da parte degli organizzatori, del tradizionale Gran Premio di Germania da tenersi all'Hockenheimring, la Federazione introduce un nuovo Gran Premio sul territorio tedesco, per rimpiazzare gare che erano state precedentemente posticipate o annullate, denominandolo "Gran Premio dell'Eifel" (Aramco Großer Preis der Eifel per motivi di sponsorizzazione), in quanto già vietato utilizzare una stessa denominazione per due gare diverse nella stessa nazione. Questa denominazione è associata all'altopiano omonimo, parte del massiccio scistoso renano, dove è localizzato il circuito del Nürburgring, nella Germania occidentale.
Il circuito torna così ad ospitare a distanza di sette anni una gara valida per il campionato mondiale di Formula 1, dopo il Gran Premio di Germania 2013.

## Albo d'oro
| Anno | Circuito    | Pilota         | Vettura  | Resoconto |
| ---- | ----------- | -------------- | -------- | --------- |
| 2020 | Nürburgring | Lewis Hamilton | Mercedes | Resoconto |

## Statistiche
Le statistiche si riferiscono alle sole edizioni valide per il campionato del mondo di Formula 1 e sono aggiornate al Gran Premio dell'Eifel 2020.

### Vittorie per pilota
| Pos. | Pilota         | Vittorie |
| ---- | -------------- | -------- |
| 1    | Lewis Hamilton | 1        |

### Vittorie per costruttore
| Pos. | Costruttore | Vittorie |
| ---- | ----------- | -------- |
| 1    | Mercedes    | 1        |

### Vittorie per motore
| Pos. | Motore   | Vittorie |
| ---- | -------- | -------- |
| 1    | Mercedes | 1        |

### Pole position per pilota
| Pos. | Pilota          | Pole |
| ---- | --------------- | ---- |
| 1    | Valtteri Bottas | 1    |

### Pole position per costruttore
| Pos. | Costruttore | Pole |
| ---- | ----------- | ---- |
| 1    | Mercedes    | 1    |

### Pole position per motore
| Pos. | Motore   | Pole |
| ---- | -------- | ---- |
| 1    | Mercedes | 1    |

### Giri veloci per pilota
| Pos. | Pilota         | GPV |
| ---- | -------------- | --- |
| 1    | Max Verstappen | 1   |

### Giri veloci per costruttore
| Pos. | Costruttore | GPV |
| ---- | ----------- | --- |
| 1    | Red Bull    | 1   |

### Giri veloci per motore
| Pos. | Motore | GPV |
| ---- | ------ | --- |
| 1    | Honda  | 1   |

### Podi per pilota
| Pos. | Pilota           | Podi |
| ---- | ---------------- | ---- |
| 1    | Lewis Hamilton   | 1    |
| =    | Max Verstappen   | 1    |
| =    | Daniel Ricciardo | 1    |

### Podi per costruttore
| Pos. | Costruttore | Podi |
| ---- | ----------- | ---- |
| 1    | Mercedes    | 1    |
| =    | Red Bull    | 1    |
| =    | Renault     | 1    |

### Podi per motore
| Pos. | Motore   | Podi |
| ---- | -------- | ---- |
| 1    | Mercedes | 1    |
| =    | Honda    | 1    |
| =    | Renault  | 1    |

### Punti per pilota
| Pos. | Pilota             | Punti |
| ---- | ------------------ | ----- |
| 1    | Lewis Hamilton     | 25    |
| 2    | Max Verstappen     | 19    |
| 3    | Daniel Ricciardo   | 15    |
| 4    | Sergio Pérez       | 12    |
| 5    | Carlos Sainz Jr.   | 10    |
| 6    | Pierre Gasly       | 8     |
| 7    | Charles Leclerc    | 6     |
| 8    | Nico Hülkenberg    | 4     |
| 9    | Romain Grosjean    | 2     |
| 10   | Antonio Giovinazzi | 1     |

### Punti per costruttore
| Pos. | Costruttore  | Punti |
| ---- | ------------ | ----- |
| 1    | Mercedes     | 25    |
| 2    | Red Bull     | 19    |
| 3    | Racing Point | 16    |
| 4    | Renault      | 15    |
| 5    | McLaren      | 10    |
| 6    | AlphaTauri   | 8     |
| 7    | Ferrari      | 6     |
| 8    | Haas         | 2     |
| 9    | Alfa Romeo   | 1     |

### Punti per motore
| Pos. | Motore   | Punti |
| ---- | -------- | ----- |
| 1    | Mercedes | 41    |
| 2    | Honda    | 27    |
| 3    | Renault  | 25    |
| 4    | Ferrari  | 9     |